# Alan Waddle
Pour les articles homonymes, voir Waddle.
Alan Waddle est un footballeur anglais né le 9 juin 1954 à Wallsend. Il évoluait au poste d'attaquant.

## Biographie
Alan Waddle commence sa carrière au Halifax Town AFC en 1971.
Il est joueur du Liverpool FC de 1973 à 1977,.
Lors de la campagne 1976-1977 de Coupe des clubs champions, Alan Waddle dispute la demi-finale retour contre le FC Zurich (victoire 3-0). Liverpool remporte la finale contre le Borussia Mönchengladbach,.
Après une saison  1977-1978 sous les couleurs de Leicester City, il rejoint Swansea City qu'il représente deux saisons.
Il évolue par la suite dans de nombreux clubs différents, principalement au Pays de Galles mais aussi au Qatar sous les couleurs d'Al-Wakrah SC.

## Palmarès
| Liverpool FC - Coupe des clubs champions (1) : - Vainqueur : 1976-77. |

## Vie privée
Il est cousin de Chris Waddle, footballeur international anglais.